# Orneates aegiochus
Orneates aegiochus är en fjärilsart som beskrevs av William Chapman Hewitson 1876. Orneates aegiochus ingår i släktet Orneates och familjen tjockhuvuden. Inga underarter finns listade i Catalogue of Life.